# Ирис разноцветный
Ирис разноцветный (лат. Iris versicolor) — многолетнее травянистое растение, вид рода Ирис (Iris) семейства Ирисовые, или Касатиковые (Iridaceae). Распространён на востоке Северной Америки в восточных США и Восточной Канаде. Один из ирисов Фишера.

## Описание
Ирис разноцветный — цветущее травянистое многолетнее растение, высотой 10-80 см. Образует крупные конгломераты из толстых ползучих корневищ. Стебли — одиночные прямостоячие. Базальные листья шириной более 1 см, собраны в веер у основания стебля. Цветок имеет 6 лепестков и чашелистников. Чашелистники более длинные, гладкие и имеют зеленовато-жёлтое пятно у основания. Цветки обычно от светло- до тёмно-синих (бывают пурпурные и фиолетовые); цветение с мая по июль. Плод — трёхъячеистая прямоугольная капсула. Семена крупные.
- Цветки
- Общий вид
- Плоды и семена
- Ботаническая иллюстрация (1887)

### Токсичность
Корневища содержат токсичный для человека и животных гликозид иридин. Сок растения может вызывать дерматит у восприимчивых людей.

## Символ
Ирис разноцветный является официальным государственным цветком штата Теннесси (США). Хотя закон 1933 года конкретно не определяет вид ириса, общепринято, что именно пурпурный ирис является государственным цветком штата.
Цветок также является символом провинции Квебек (Канада).
Ирис разноцветный использовался как магическое растение, корень которого по поверью может принести «финансовую выгоду». Корень помещали в кассовые аппараты для подъёма бизнеса.